# تلورید تنگستن (IV)
تلورید تنگستن(IV) (به انگلیسی: Tungsten(IV) telluride) با فرمول شیمیایی WTe۲ یک ترکیب شیمیایی است. که جرم مولی آن 439.04 g/mol می‌باشد. شکل ظاهری این ترکیب، بلورهای خاکستری است.